# 대한민국의 소수주민
대한민국의 소수주민은 민족이나 국적, 이전 거주지 측면에서 소수인 주민이다. 20세기 중반 이후 증가했다. 대한민국은 여전히 세계에서 가장 민족적으로 동질적인 국가, 즉 조선민주주의인민공화국보다는 훨씬 적지만 한 민족 인구의 대부분을 가진 국가 중 하나이다. 1953년 6.25 전쟁이 끝난 대한민국은 외국, 특히 미국의 영향력에 훨씬 더 개방적이었다.
2015년 대한민국의 총 외국인 거주자 수는 1,741,919명으로 2013년의 1,576,034명에 비해 2013년의 1,576,034명에 비해 증가했다. 대한민국 행정안전부에 따르면 2015년 9월 기준 외국인노동자를 포함한 대한민국 내 외국인 인구는 180만 명으로 전체 인구의 3.4%를 차지하며 증가했다. 2022년 대한민국 내 외국인 비율은 4.37%(2,245,912명)로 증가했다. 이 인구의 절반은 중국인(849,804명)이었고, 베트남인(235,007명), 태국인(201,681명), 미국인(156,562명)이 그 뒤를 이었다.

## 소수주민

### 중국계
대한민국에서 가장 큰 외국인 그룹은 중국계다. 1970년 한국에는 약 12만 명의 중국인이 거주했다. 그러나 대한민국 정부의 경제 제한으로 인해 그 수가 21,000명까지 떨어졌을 수도 있다. 1990년대 후반부터 시작된 10년 동안 대한민국 내 중국인 수는 폭발적으로 증가했다. 2000년대 중반에는 최소 30만 명 이상, 아마도 1,000,000명 이상이 될 것으로 추정되었다. 2009년에는 조선족(한국계 중국인)과 한족을 포함하여 약 45만 명의 중국인이 영주권자 또는 불법 체류자로 대한민국에 거주하고 있는 것으로 추정된다. 서울 남서부 지역에는 대규모 중국인 커뮤니티(대림/남구로)가 있고 성남에도 작지만 설립된 커뮤니티가 있다. 대한민국 내 화교는 한국인들에 의해 '화교'로 알려져 있다.
2016년 기준 대한민국에 거주하는 중국 국적자는 71만 명이며, 이 중 조선족이 50만 명, 중화인민공화국계가 19만 명, 중화민국계가 20만 명을 차지한다. 이들을 합치면 대한민국 전체 외국인의 51.6%를 차지한다.

### 기타
대한민국에서 두 번째로 큰 외국인 그룹은 동남아시아에서 온 이주노동자들과 중앙아시아(특히 우즈베키스탄, 고려인, 몽골인) 출신이 증가하고 있으며, 주요 도시, 특히 서울에는 비즈니스 및 교육과 관련된 외국인이 적지만 점점 더 많아지고 있다. 영어권 국가 출신의 원어민 영어 강사는 1988년 1,000명 미만에서 2002년 2만 명 이상으로 증가했으며 2010년에는 22,000명 이상을 기록했다. 대한민국 전역에는 28,500명의 미국의 주한 미군 인력과 민간인 직원이 있으며,그 중 가족도 동반하는 사람이 점점 더 많아지고 있다.

## 다문화가족
내국인과 외국인 간의 결혼 건수는 지난 몇 년 동안 꾸준히 증가했다. 2005년 대한민국 전체 결혼의 14%가 외국인과의 결혼(약 26,000건)이었으며, 대부분 가난한 배경의 다른 아시아계 여성과 결혼하는 시골 대한민국 남성이었다. 높은 성비와 1960년대 이후 출산율 하락으로 인해 아내에 대한 수요가 크게 증가했기 때문에 40대까지의 연령대의 대한민국 남성이 약간 젊은 대한민국 여성보다 더 많다. 많은 대한민국 기관이 중국인, 베트남인, 캄보디아인, 필리핀인, 태국인 여성과의 '국제' 결혼을 장려하여 민족 문제에 새로운 차원의 복잡성을 더하고 있다.(우편주문 신부 참조).

## 엔터테인먼트 및 예술 분야에서의 영향력
대한민국의 미디어는 외국인 연예인의 영향을 많이 받는다. 논란이 되고 있는 E6 비자를 소지한 출연자는 여러 가지 자산을 제공한다. 많은 출연자가 이중 언어로 유명하지만 바람직한 모국어 요소와 대한민국의 문화적 다양성, 이미지 및 영어 능력에 대한 대한민국의 열망에 기여한다. 영어 미디어는 주요 방송 기관을 통해 시청할 수 있다. 규제는 심하지만, 대한민국에서의 외국인 존재감은 한류의 확산으로 인해 고무되었다.
대한민국은 게임 및 더빙 분야의 여러 주요 업체의 본사가 있다. 대중 미디어의 세계화로 인해 외국인이 많은 작품을 제작하는 원동력이 되고 있으며, K-드라마의 인기로 인해 경쟁이 치열하다고 묘사된다. 미국인 카슨 앨런, 다니엘 조이 올브라이트, 칼리드 타피아, 남아프리카공화국의 브론윈 멀렌과 호주 배우 샘 해밍턴과 같은 유명 인사들은 시청자들에게 잘 알려져 있으며, 인기 버라이어티 쇼에 자주 출연한다.
일부 출연자는 유명 인사가 되었다. 미국 배우 베테랑인 아이작 더스트는 어린이, 가족 친화적인 TV 및 라디오를 제공하는 광범위한 작품으로 잘 알려져 있으며, 특히 후반부부터 매튜 리드먼을 대신해 슈퍼키즈에 출연했다. 교포 리사 켈리, 가나 태생의 샘 오취리, 캐나다 스포츠 해설가 제이슨 리, 미국 출신의 인기 광고 성우 리처드 킴과 같은 방송인들이 한국 미디어 산업에 미치는 영향력을 공식적으로 인정받았다. 이들의 목소리는 대한민국 미디어, 특히 TV와 라디오에서 필수 요소로 간주될 정도로 그들의 기여가 빈번하다.
아시아 엔터테인먼트의 실용적인 측면에서 볼 때, 호황을 누리고 있는 보이스 산업은 수익성이 높다. '영어로 한국의 목소리'로 불리는 미국 태생의 제니퍼 클라이드와 같은 유명 성우들은 광고, 게임, 더빙을 통해 수백만 명의 시청자를 확보하고 있다. 캐나다 제시 데이, 켈리 프란시스, 스티븐 리비어, 벨기에 DJ 겸 배우 줄리안 퀸타르트, 프랑스 공연자 겸 모델 겸 MC 파비앙 윤은 콘텐츠, 음성, 라이브 공연을 통해 기여한다. 가수 겸 배우 사미아 마운트스는 대한민국에서 젊은 시절을 보낸 포켓몬과 미국계 한국인 목소리 연기에 기여한 공로를 인정받고 있다. 클래식 음악 장르에서 라이언 고슬 박사는 세계에서 가장 다양한 음악 단체 중 하나인 카마라타 뮤직 컴퍼니를 서울에 설립했다. 101개국에서 온 회원을 보유한 이 단체는 연간 최대 40회까지 콘서트를 통해 공연할 수 있다. 고슬 박사는 또한 대한민국의 클래식, 록, K-POP 가수를 코치하는 것 외에도 합창/관현악 지휘자로서 대한민국의 전국 무대에서 공연하는 모습도 볼 수 있다.
미식가 현장에는 다양한 외국인이 등장한다. 작가이자 리스테리아 자원봉사자, 투어 가이드인 조 맥퍼슨은 앤서니 부르댕의 서울 방문 기간 동안 뉴욕 타임즈에 소개되어 컨설턴트 역할을 맡게 되었다. 또한 다니엘 그레이는 미국 출신의 입양아로 현지 미식가이자 작가로서 브랜드를 만들었다.
조 맥퍼슨은 숀 모리세이와 함께 다크 사이드 오브 서울 다크 투어도 운영한다. 두 사람 모두 다크 사이드 오브 서울 팟캐스트의 공동 진행자이다. 모리세이는 다크 사이드 오브 서울 투어를 원작으로 한 만화책을 쓴 유산 연구가이자 민속학자이다.
영어로 된 라디오는 ESL 학습자들에게 필수적인 프로그램으로 여겨지며, 대한민민국에서 가장 잘 알려진 진행자 중 한 명인 베테랑 스티븐 해덜리는 영국 방송국 TBSeFM에서 자신의 이름을 딴 오랜 쇼를 운영하고 있다. 미국인 도로시 남은 유명한 진행자이자 잘 알려진 한국계 미국인이다.
대한민국의 DJ계도 해외 전문가들이 주목하고 있다. 벨리댄스는 호주의 베테랑 벨린다 아즈하르 박사와 같은 해외 전문가들이 주도하며 종종 공연을 사회적 대의와 연결시킨다. 영국 DJ 올리 펜(DJ 페너)은 현지 및 다국적 전문 DJ로 인정받고 있다.
서울의 패션 입지가 계속 발전함에 따라 외국인 모델이 보편화되고 있다. 그중 브라질 출신의 베테랑 제인 아키노는 케이팝 아이돌과 함께 포즈를 취하고 에르메스 같은 유명 패션 하우스에서 일하는 성공적인 외국 모델로 알려져 있다. 베테랑(전 군인) 디자이너이자 모델인 줄리안 우드하우스는 서울의 패션계를 장악하고 미국 패션 업계에서 두각을 나타내고 있는 것으로 유명하다.
미국의 베테랑 데이비드 레븐이 50만 명의 구독자를 확보하며 가장 큰 성공을 거둔 것으로 평가되는 등 YouTube의 인기가 높아지고 있다.

### 통계
2022년까지 대한민국에 거주하는 외국인 수
| 년도 | 외국인 거주 인구 |
| 1980 | 40,519           |
| 1990 | 100,000          |
| 1995 | 269,000          |
| 1998 | 308,339          |
| 2000 | 491,234          |
| 2002 | 629,006          |
| 2005 | 747,476          |
| 2007 | 1,066,273        |
| 2010 | 1,261,415        |
| 2011 | 1,395,077        |
| 2012 | 1,445,103        |
| 2013 | 1,576,034        |
| 2014 | 1,797,618        |
| 2015 | 1,899,519        |
| 2016 | 2,034,878        |
| 2017 | 2,180,498        |
| 2018 | 2,367,607        |
| 2019 | 2,524,656        |
| 2020 | 2,036,075        |
| 2021 | 1,956,781        |
| 2022 | 2,245,912        |

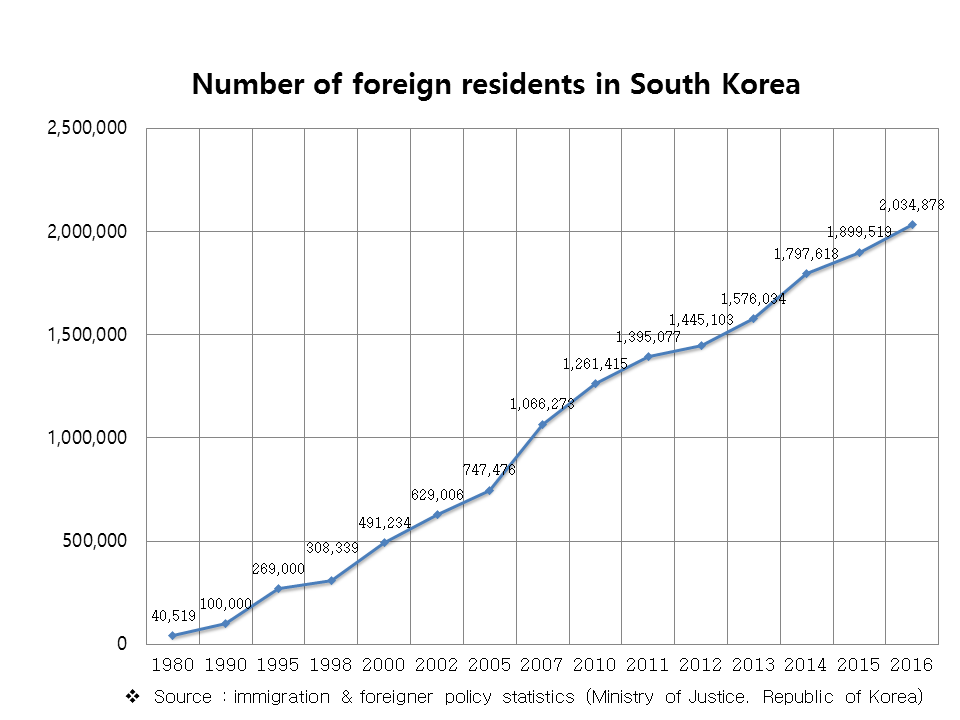
대한민국의 외국인 거주자 수

출신 국가별 한국 거주 외국인 비율(2016년).

2019년 기준 대한민국에 거주하는 합법 외국인의 국적.
| 국가           | 2021년 (8월) | 2019년    |
| -------------- | ------------ | --------- |
| 중국           | 851,615      | 1,101,782 |
| 베트남         | 209,839      | 224,518   |
| 태국           | 174,052      | 209,909   |
| 미국           | 145,724      | 156,982   |
| 우즈베키스탄   | 66,181       | 75,320    |
| 러시아         | 48,511       | 61,427    |
| 필리핀         | 47,592       | 62,398    |
| 캄보디아       | 41,239       | 47,565    |
| 몽골           | 37,963       | 48,185    |
| 네팔           | 37,092       | 42,781    |
| 인도네시아     | 34,514       | 48,854    |
| 카자흐스탄     | 30,389       | 34,638    |
| 일본           | 28,631       | 86,196    |
| 대만           |              | 42,767    |
| 미얀마         |              | 29,294    |
| 캐나다         |              | 26,789    |
| 스리랑카       | 25,064       |           |
| 홍콩           |              | 20,018    |
| 방글라데시     |              | 18,340    |
| 오스트레일리아 |              | 15,222    |
| 말레이시아     |              | 14,790    |
| 파키스탄       |              | 13,990    |
| 인도           |              | 12,929    |
| 기타           |              | 104,898   |
| 총계           | 1,976,000    | 2,524,656 |

## 같이 보기
- 대한민국의 인구
- 대한민국으로의 이민
- 대한민국의 난민
- 대한민국 내 인종차별